# Canale di Sardegna
Il canale di Sardegna (in sardo: Canale de Sardìgna) è la parte orientale del mar di Sardegna che divide la Sardegna dalle coste tunisine (i punti più vicini tra la costa africana e la Sardegna distano 185 km): ad ovest-sud-ovest ed a est-nord-est permette una comunicazione profonda tra il bacino Algero-Liguro-Provenzale e quello Tirrenico, mentre a sud-est si collega con il canale di Sicilia.

## Geologia
Il canale di Sardegna si trova in corrispondenza di una parte sommersa del ramo Appenninico-Maghrebide della Catena Alpina. Deriva dalla sovrapposizione di due placche tettoniche che hanno rispettivamente prodotto sia un ispessimento della crosta terrestre che un assottigliamento. Questa evoluzione, propria delle  catene collisionali, la si può ben osservare nel canale di Sardegna: le caratteristiche morfologiche e strutturali sono infatti ben evidenti anche perché la sommersione del bacino lo ha preservato dall'erosione aerea.